# Pérassay
Pérassay – miejscowość i gmina we Francji, w Regionie Centralnym, w departamencie Indre.
Według danych na rok 1990 gminę zamieszkiwało 449 osób, a gęstość zaludnienia wynosiła 19 osób/km² (wśród 1842 gmin Regionu Centralnego Pérassay plasuje się na 719. miejscu pod względem liczby ludności, natomiast pod względem powierzchni na miejscu 540.).